# Adolfo Zumelzú
Adolfo Bernabé Zumelzú (* 5. Januar 1902 in Buenos Aires; † 29. März 1973 ebenda) war ein argentinischer Fußballspieler und -trainer.

## Verein
Der El Vasco (auf Deutsch: Der Baske) genannte Zumelzú entstammte dem San Isidro Club. Er bildete 1925 gemeinsam mit Alfieri Tassara und Américo Masetti die Defensive des Racing Club, mit dem er in jenem Jahr argentinischer Meister wurde. Mindestens ab 1927 gehörte er Sportivo Palermo an. Die Spielzeit 1930 verbrachte er in Reihen von Estudiantil Porteño. 1931 sind für ihn sieben torlose Einsätze für den CA Tigre in der argentinischen Primera División verzeichnet.

## Nationalmannschaft
Zumelzú war auch Mitglied der Nationalmannschaft seines Heimatlandes und nahm mit ihr an der ersten Fußball-Weltmeisterschaft 1930 teil. Zwar kam er dort nur beim 6:3 gegen Mexiko zum Einsatz, schoss dort jedoch zwei Tore und war somit der erste Argentinier, dem es gelang, doppelt bei einer WM-Partie zu treffen. Beim WM-Finale gegen Uruguay fehlte er aus Verletzungsgründen. Zumelzú gehörte zudem den siegreichen argentinischen Mannschaften beim Campeonato Sudamericano 1927 in Peru und 1929 in Argentinien an. Bei den Olympischen Sommerspielen 1928 gewann er mit seinem Heimatland die Silbermedaille. Insgesamt absolvierte er 13 Länderspiele, bei denen er drei Tore erzielte. Im Rahmen dessen kam er auch bei der Copa Nicanor R. Newton (1927, 1929, 1929, 1930) und der Copa Caridad Sir Thomas Lipton (1928, 1929) zum Einsatz.

## Erfolge
- Argentinischer Meister 1925
- 2× Südamerikameister (1927 und 1929)
- Silbermedaille bei den Olympischen Sommerspielen 1928